# Menap-istiden
Menap-istiden i Nordeuropa (også kendt som Nebraska-istiden i USA og Günz-istiden i Alperne) var en hård istid i den tidlige pleistocæne subepoke. Istiden varede ca. fra 1,2 mio. til 1,03 mio. år siden. Perioden er opkaldt efter den galliske stamme menaperne.
Menap blev både indledt og afsluttet med kolde perioder hvor store dele af Nordeuropa var isdækket, mens Mellemeuropa var dækket af tundra. I midten var en lidt varmere periode hvor fyr og birk indvandrede f.eks. Nordtyskland og Holland. I Danmark er der kun få aflejringer fra Menap.